# 6-tert-Butyl-m-kresol
6-tert-Butyl-m-kresol ist eine chemische Verbindung aus der Gruppe der Kresole.

## Gewinnung und Darstellung
6-tert-Butyl-m-kresol kann durch Butylierung von m-Kresol erhalten werden.
Die industrielle Herstellung geht von einem m,p-Kresolgemisch aus, das mit Isobuten in Gegenwart von Schwefelsäure umgesetzt wird. Das Rohprodukt enthält neben Ausgangsprodukt die beiden isomeren monobutylierten Produkte 6-tert-Butyl-m-kresol und  6-tert-Butyl-p-kresol, sowie als Hauptprodukt die dibutylierten m,p-Kresolderivate. Durch mehrfache Rektifikation lassen sich die Produkte trennen. Die dibutylierten Derivate lassen sich durch Abspaltung einer tert-Butylgruppe in die entsprechenden monobutylierten Kresolderivate überführen.

## Eigenschaften
6-tert-Butyl-m-kresol ist eine brennbare, schwer entzündbare, farblose Flüssigkeit, der praktisch unlöslich in Wasser ist.

## Verwendung
6-tert-Butyl-m-kresol wird als Zwischenprodukt zur Herstellung von Antioxidantien verwendet. In der EU ist 6-tert-Butyl-m-kresol als Aromastoff unter der FL-Nummer 04.078 zugelassen.